# Площадь Восстания (Казань)

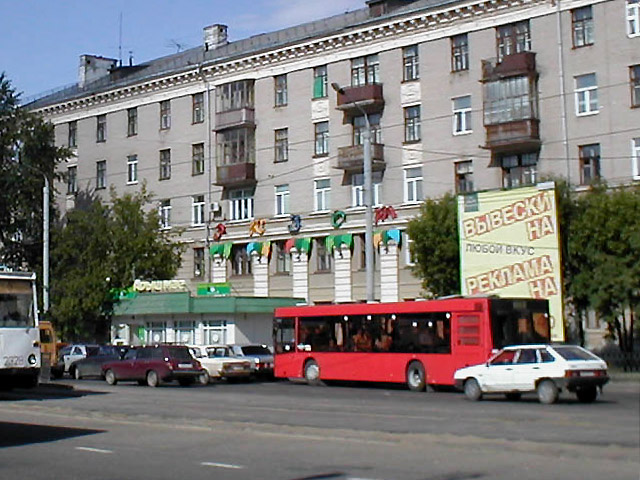
зооцентр «Экзотика» на площади

Пло́щадь Восста́ния (тат. Восстание мəйданы) — площадь в центре Московского района, в одноимённой слободе Казани.

## География
Площадь расположена на ортогональном пересечении двух магистральных улиц и юго-западнее. Через площадь с севера на юг проходит улица Декабристов, с запада на восток — улица Восстания.

## История
Первая площадь в заречной части города появилась вместе с освоением в 1940-х годах под жилую многоэтажную застройку территории Ленинского (ныне Московского) района между ближним Центральным Заречьем (слободы Козья и Кизическая) и удалённым посёлком Караваево с авиазаводом КАПО. Площадь была официально зарегистрирована в 1949 году и вместе с одноимёнными слободой, улицей и расположенной значительно поодаль железнодорожной станцией получила название по восстанию рабочих казанского Заречья 1905 года в ходе Первой русской революции.
Помимо перекрёстка, площадь имеет зелёную зону с недействующим фонтаном, клумбами, аллеями, скамейками и двумя летними кафе (одно из которых имеет примечательное шатрового вида строение из тёмного дерева). Зелёная зона изначально была характерным для площадей открытым пространством, а затем заросла крупными деревьями подобно скверу. В начале 1970-х годов под перекрёстком площади был сооружён подземный переход, второй (и один из двух на последующие два десятилетия) в городе и первый в его заречной части, имеющий 4 выхода на все углы перекрёстка и 2 выхода на трамвайную остановку.
Вокруг площади расположены жилые 4—5-этажные здания-«сталинки» с магазинами, кафе и другими общественными заведениями на первых этажах. В зданиях на юго-западном углу площади находятся поликлиника детской больницы № 1 и некогда главный ресторан Заречья «Маяк». Необычное расположение — два нижних этажа жилого здания на юго-восточном углу площади — имел существовавший долгое время детский кинотеатр «Костёр», ныне ставший зооцентром «Экзотика», в котором как действуют постоянные экспозиции фауны и флоры, так и периодически проводятся выставки домашних животных и заседания клубов их любителей.
26 ноября 1980 года на площади Восстания произошло крушение военного вертолёта Ка-27. Вертолёт, перегоняемый в составе группы вертолётов из Кумертау в Североморск транзитом через Казань, совершил жёсткую посадку, фактически упав на площадь с высоты 200 метров, оборвав все коммуникации, контактные линии электротранспорта и повредив лопастями трамвай.

## Транспорт
Через площадь по улице Декабристов проходит линия трамвайных маршрутов № 9 (с 1933 года до места площади и с 1937 года далее на север) и № 13 (с 1979), а также первая в городе троллейбусная линия маршрутов № 1 (с 1948), 3 (с 1953), 5 (с 1964) и 13 (с 1993). Также с юга на запад с улицы Декабристов на улицу Восстания во встречных направлениях идут кольцевые троллейбусные маршруты № 4 и 10 (с 1960 года, до 1990 года — № 4б и 4а). От площади в западном направлении по улице Восстания ранее (1950—1959) действовала также однопутная трамвайная линия маршрута № 10. В 1926 году до места площади в слободе Восстания был пущен первый в городе автобусный маршрут. В настоящее время несколько маршрутов автобусов проходят через площадь по всем направлениям, за исключением направления с юга на восток с улицы Декабристов на улицу Восстания. Остановки общественного транспорта «Площадь Восстания» в каждом направлении расположены сразу после перекрёстка. Под площадью проходит первая линия метро, но ближайшие его станции расположены на улице Декабристов кварталом южнее и двумя кварталами севернее.